# Pedro Azcoiti
Pedro José Azcoiti (nacido en Necochea en 1955) es un abogado y político argentino.
Nacido en la localidad de Necochea, desde joven comenzó a participar en las filas de la Unión Cívica Radical. A los 18 años se trasladó a la ciudad de La Plata, donde estudió abogacía en la Facultad de Derecho de la Universidad Nacional de La Plata, graduándose en 1979.
En dicha facultad, comenzó su participación activa como miembro de la Franja Morada, organización estudiantil por la cual fue elegido Presidente del Centro de Estudiantes de Derecho en 1975.
En 1976, luego del golpe de Estado autodenominado como proceso de Reorganización Nacional y debido a su participación política activa, fue detenido desaparecido en la seccional cuarta de Mar del Plata.
A partir de 1980, comenzó su actividad como docente en distintos colegios secundarios de su localidad, pero con el retorno de la democracia en 1983, fue elegido concejal en la ciudad de Necochea, cargo al que renunció para ocupar un cargo en la Subsecretaría de Asuntos Latinoamericanos del Ministerio de Relaciones Exteriores, Comercio Internacional y Culto de la República Argentina, hasta 1985.
Fue elegido Diputado de la Provincia de Buenos Aires en dos periodos: (1987 - 1989) y (1999 - 2003), siendo el presidente de la bancada radical durante el período 1987 - 1989.
En esos años fue Presidente del Comité "Emiliano Abásolo"  de la ciudad de Necochea, y en 1993 fue elegido como Convencional Provincial para la Reforma de la Constitución de la Provincia de Buenos Aires.
Miembro integrante de la Comisión Investigadora del Banco de la Provincia de Buenos Aires sobre los créditos otorgados en forma fraudulenta entre los años 1991 y 1999 por la administración de Eduardo Duhalde, que significó que la provincia de Buenos Aires debió aportar 1.820 millones de dólares, salvando al banco de los bonaerenses de la quiebra.
Fue Diputado de la Nación desde el 10 de diciembre de 2005, hasta el 10 de diciembre de 2009.